# 1603
1603 је била проста година.

## Догађаји

### Март
- 24. март — Краљ Џејмс VI од Шкотске је наследио престоле Енглеске и Ирске, постао Џејмс I од Енглеске и по први пут ујединио круне краљевстава.
- 24. март — Токугава Ијејасу је добио титулу шогуна од цара Го Јозеја, чиме је успостављен шогунат Токугава.

## Рођења

### Јануар
- Википедија:Непознат датум — Абел Тасман, холандски истраживач и поморац

## Смрти

### Фебруар
- 13. фебруар — Франсоа Вијет, француски математичар (1540)

### Март
- 10. децембар — Вилијам Гилберт, енглески лекар и физичар
- 24. март — Елизабета I, краљица Енглеске и Ирске